# Meredith P. Snyder

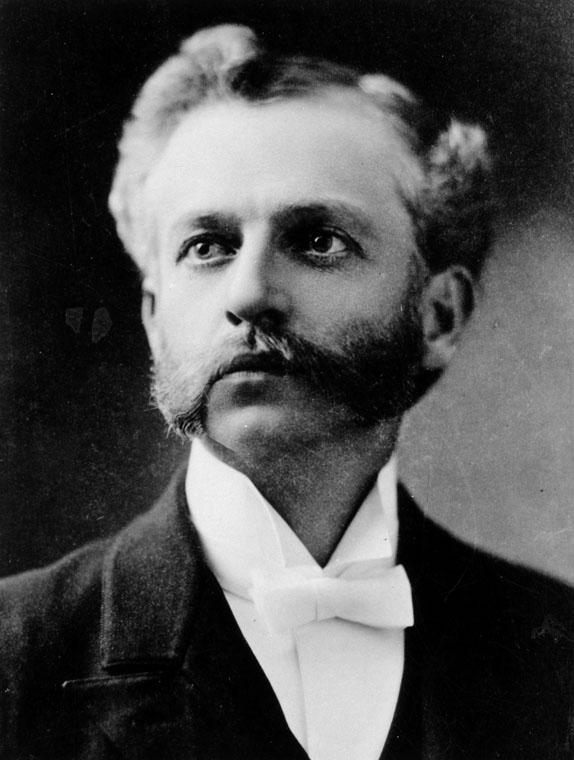
Meredith P. Snyder

Meredith Pinxton Snyder (* 22. Oktober 1858 in Winston-Salem, North Carolina; † 7. April 1937 in Los Angeles, Kalifornien) war ein US-amerikanischer Politiker. Zwischen 1896 und 1921 war er drei Mal Bürgermeister der Stadt Los Angeles.

## Werdegang
Meredith Snyder besuchte die öffentlichen Schulen seiner Heimat. Seit 1880 lebte er in Kalifornien. Er wurde ein erfolgreicher Geschäftsmann und rief im Jahr 1892 die M.P. Snyder Shoe Company ins Leben. Später stieg er in das Bankgewerbe ein und gründete 1904 die California Savings Bank, deren Präsident er 14 Jahre lang war. Außerdem war er zwischenzeitlich auch Präsident der Home Telephone Company in San Diego. Überdies war er noch im Vorstand mehrerer anderer Unternehmen. Gleichzeitig schlug er als Mitglied der Demokratischen Partei eine politische Laufbahn ein.
1896 wurde Snyder erstmals zum Bürgermeister von Los Angeles gewählt. Dieses Amt bekleidete er zwischen dem 16. Dezember 1896 und dem 15. Dezember 1898. Im Jahr 1898 unterlag er Frederick Eaton von der Republikanischen Partei. Zwischen dem 12. Dezember 1900 und dem 8. Dezember 1904 war er erneut Bürgermeister von seiner Stadt. Er setzte sich für die Verbesserung der Infrastruktur ein. Dazu gehörte eine bessere Anbindung an den Hafen von San Pedro. Außerdem erforderte der aufkommende Autoverkehr eine Anpassung der Infrastruktur. Im Jahr 1904 wurde er nicht in seinem Amt bestätigt. 1917 scheiterte er mit einer weiteren Kandidatur für sein altes Amt. Zwischen 1904 und 1907 saß er im Stadtrat. Von 1913 bis etwa 1917 war er als Public Service Commissioner für seine Stadt tätig. Zwischen dem 1. Juli 1919 und dem 1. Juli 1921 war Snyder letztmals Bürgermeister von Los Angeles. Dabei versuchte er die Infrastruktur den Erfordernissen der Zeit anzupassen.  Im Jahr 1921 wurde er nicht wiedergewählt. Nach dem Ende seiner Zeit als Bürgermeister im Jahr 1921 ist er politisch nicht mehr in Erscheinung getreten. Meredith Snyder starb am 7. April 1937. Er war Mitglied mehrerer Organisationen, Clubs und Vereinigungen. Unter anderem gehörte er den Freimaurern an.